# Sulamith und Maria
Sulamith und Maria is een paneel van de Duitse kunstschilder Franz Pforr, gemaakt in 1810-1811, klein formaat, 34 × 32 centimeter groot. Sulamith wordt afgebeeld tegen de achtergrond van een Italiaans landschap, Maria bevindt zich in een oud-Duitse kamer. Pforr maakte het werk als vriendschapsportret voor zijn vriend Friedrich Overbeck, die met Italia und Germania een pendant schilderde. Sulamith und Maria bevindt zich in het Museum Georg Schäfer te Schweinfurt. Italia und Germania in de Neue Pinakothek te München.

## Context
Franz Pforr bezocht vanaf 1806 de Kunstacademie van Wenen en raakte daar bevriend met Friedrich Overbeck. Samen met nog enkele anderen richtten ze daar de anti-academische Lucasbond op, waarin de basis werd gelegd voor de latere beweging van de Nazareners. Ze grepen terug op middeleeuwse schilderprincipes en streefden een kunst op een godsdienstige basis na. In 1810 reisde Pforr met Overbeck en enkele andere leden van de groep naar Italië, om inspiratie op te doen. Het initiatief voor de reis ging uit van Overbeck, wat Pforr betreft met de intentie na maximaal twee jaar weer terug te keren naar zijn thuishaven. Te Rome namen de kunstenaars hun intrek in het oude franciscaner klooster San Isidoro op de Pincio-heuvel. Later reisden ze naar Nemi, Napels en uiteindelijk Albano, waar Pforr in 1812 overleed aan tuberculose.

## Thema
In 1810 spraken Pforr en Overbeck met elkaar af om voor elkaar een vriendschapsschilderij te maken, waarin ze via twee vrouwengestalten uitdrukking zouden geven aan het ideaal van ware schoonheid. Ze kozen daarbij voor Sulamith, een vrouw die voorkomt in het Hooglied, en Maria. Pforr werkte niet alleen een schilderij uit, maar schreef er ook een vertelling bij, waaruit duidelijk wordt dat beide figuren tweelingzussen zijn, die vroeg in hun leven werden gescheiden. Ze staan anders in het leven, hebben verschillende opvattingen, Sulamith werelds en open, met een grote zucht naar het zuiden (net als Overbeck), Maria meer bescheiden en onschuldig, bijna burgerlijk Duits (zoals Pforr zichzelf beschouwde). Beiden hebben echter dezelfde wortels en zijn daardoor innig met elkaar verbonden, zoals Pforr en Overbeck in hun vriendschap.
Het thema kan tegelijkertijd verwijzen naar Pforrs heimelijke verlangen om na hun vertrek naar Italië snel weer huiswaarts te keren. Zijn vroegtijdige dood leidde ertoe dat dit niet meer plaatsvond. Overbeck zou vrijwel zijn hele leven in Rome blijven werken en groeide uit tot de belangrijkste exponent van de Nazareners, Pforr liet slechts een handvol werken na.

## Afbeelding

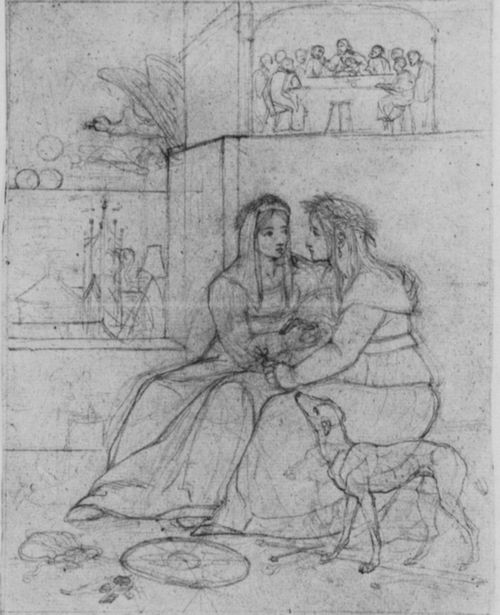
Allegorie der Freundschaft, 1808, studie van Pforr met dezelfde thematiek.

Pforr schilderde Sulamith und Maria op een klein paneel in de vorm van een middeleeuws altaarstuk met drie delen, op basis van diverse voorstudies. Door terug te grijpen op deze opzet geeft hij uitdrukking aan zijn bewondering voor de kunstbeleving uit deze periode, waarin, zoals hij ooit aan Overbeck schreef, "de waardigheid van de mens nog in volle kracht zichtbaar was".. Deze opvatting zou na zijn dood uitgroeien tot het credo van de Nazareners. In de uitwerking komt dit onder andere terug in de aandacht voor felle kleurcontrasten en het negeren van perspectiefregels, daarmee de aandacht volledig op de figuren richtend.

#### Sulamith
De met Overbeck geassocieerde Sulamith wordt op het linkerpaneel afgebeeld tegen de achtergrond van een zuidelijk, Italiaans landschap. Het tafereel is weids en open. Op de achtergrond staat nog een mannelijke figuur, die de echtgenoot voorstelt. De beide figuren verwijzen naar de passage in het Hooglied waarbij Christus als bruidegom wordt voorgesteld. De bruidegomssymboliek komt meermaals terug in de correspondentie tussen Pforr en Overbeck als teken van hun onderlinge verbondenheid en het verbond dat beiden zijn aangegaan met de kunst. De vogels en bloemen staan voor vruchtbaarheid en overvloed, en komen als zodanig eveneens in het Hooglied voor. Ook de ree en een rode halsband worden in het Hooglied benoemd als bruidegomssymboliek. Het kind in Sulamiths armen kan geduid worden als de vrucht van Overbecks verbond met de kunst. Het wordt gevoed met een granaatappel dat weer staat voor innerlijke schoonheid. De duif in het bovenpaneel verwijst naar vreedzame vriendschap en wordt in het Hooglied genoemd in de zin van tortelduif.

#### Maria
Op het rechterpaneel verwijst Pforr met Maria naar zichzelf. Afgebeeld in een besloten oud-Duitse kamer, met een boek voor zich, richt ze zich naar binnen. In een brief aan Overbeck zegt hij over de details dat ze bij moeten dragen aan een sfeer van "stille huiselijkheid". Het is er ordelijk, het bed is netjes opgemaakt, het daglicht schijnt vriendelijk naar binnen. Ook de kat, het kroonglas en de zwaluw in het bovenpaneel (bij het kruis) moeten in deze zin worden geduid. Het geheel straalt een soort van vrome zedelijkheid uit, welke als een moreel ideaalbeeld wordt gepresenteerd.

#### Bovenpaneel
In het middenbovenpaneel wordt de evangelist Johannes afgebeeld, schrijvend aan een tafel. Rechts van hem zit een adelaar. De adelaar is niet alleen het symbool voor de evangelist Johannes, maar verwijst ook naar de artistieke ambitie, welke Pforr en Overbeck verbindt. Johannes is Overbecks lievelingsevangelist, diens tweede doopnaam en ook de naam waarmee Pforr Overbeck vaak aansprak. Het onderstreept de vele persoonlijke elementen in de symboliek in het schilderij, waarvan niet alle details uit de correspondentie tussen beide kunstenaars herleid kunnen worden.

## Italia und Germania
Rond dezelfde tijd dat Pforr aan zijn Sulamith und Maria werkte, begon Overbeck aan zijn tegenstuk, met hetzelfde thema. Links schildert hij Sulamith tegen de achtergrond van een Italiaans landschap, rechts Maria met achter haar een typisch Duitse stad, met haar nauwe straatjes. Nadat Pforr in 1812 overleed liet Overbeck het werk lange tijd onvoltooid. Zestien jaar later pakte hij het echter opnieuw op, gaf het een nieuwe draai en de titel Italia und Germania. Daarmee plaatste hij het schilderij vooral in het teken van de sterke band tussen Duitsland en Italië, meer dan in het teken van zijn vriendschap met Pforr. Sulamith wordt links afgebeeld als een donkerharige Italiaanse met een lauwerkrans om haar hoofd, overeenkomstig het schoonheidsideaal uit die tijd. Maria belichaamt het noordse type en heeft een mirtekrans in haar haren. De twee vrouwen keren zich naar elkaar toe met een uitdrukking van intiem vertrouwen en bezitten een innerlijke monumentaliteit die in Pforrs werk nagenoeg ontbreekt.